# Сент-Геліна (Небраска)
Сент-Геліна (англ. St. Helena) — селище (англ. village) в США, в окрузі Седар штату Небраска. Населення — 89 осіб (2020).

## Географія
Сент-Геліна розташований за координатами 42°48′38″ пн. ш. 97°14′56″ зх. д. / 42.81056° пн. ш. 97.24889° зх. д. (42.810655, -97.248885).  За даними Бюро перепису населення США в 2010 році селище мало площу 1,15 км², уся площа — суходіл.

## Демографія
Згідно з переписом 2010 року, у селищі мешкало 96 осіб у 36 домогосподарствах у складі 30 родин. Густота населення становила 83 особи/км².  Було 39 помешкань (34/км²).
Расовий склад населення:
| - 99,0 % — білих - 1,0 % — корінних американців |

До двох чи більше рас належало 0,0 %. Частка іспаномовних становила 0,0 % від усіх жителів.
За віковим діапазоном населення розподілялося таким чином: 25,0 % — особи молодші 18 років, 46,9 % — особи у віці 18—64 років, 28,1 % — особи у віці 65 років та старші. Медіана віку мешканця становила 45,0 року. На 100 осіб жіночої статі у селищі припадало 104,3 чоловіків;  на 100 жінок у віці від 18 років та старших — 111,8 чоловіків також старших 18 років.
Середній дохід на одне домашнє господарство  становив 63 552 долари США (медіана — 50 938), а середній дохід на одну сім'ю — 68 438 доларів (медіана — 52 188). За межею бідності перебувало 9,4 % осіб, у тому числі 0,0 % дітей у віці до 18 років та 18,2 % осіб у віці 65 років та старших.
Цивільне працевлаштоване населення становило 52 особи. Основні галузі зайнятості: виробництво — 23,1 %, роздрібна торгівля — 19,2 %, мистецтво, розваги та відпочинок — 17,3 %.